# Пукачів (заказник)
Пу́качів — загальнозоологічний заказник місцевого значення в Україні. Розташований у межах Шептицького району Львівської області, поблизу Радехова. Представлений двома урочищами — Пукачів і Криви, що розташовані на схід та південь від Радехова. За фізико-географічним районуванням заказник розташований в північно-східні частині Малого Полісся. 
Площа — 1649 га. Перебуває у віданні Радехівський ДЛГ, Радехівське лісництво. Заснований рішенням Львівської облради від 9.10.1984 року, № 495. 
Заказник створено з метою збереження і розмноження мисливської фауни, а саме козулі звичайної, зайця-русака, білки звичайної, куниці, лисиці звичайної, кабана дикого, а також охорони і збереження сосново-дубового насадження як середовища проживання мисливської фауни. 
Територія заказника представлена великим фіторізноманіттям.
Дерева:
- Сосна звичайна(Pinus sylvestris);
- Дуб черешчатий(Quercus robur);
- Клен звичайний(Acer platanoides);
- Явір(Acer pseudoplatanus);
- Клен польовий(Acer campestre);
- Береза бородавчаста(Betula pendula);
- Граб звичайний(Carpinus betulus);
- Смерека(Picea abies);
- Липа серцелиста(Tilia cordata).

Чагарники:
- Ліщина звичайна(Corylus avellana)
- Бруслина європейська(Euonymus europaea)
- Бруслина бородавчаста(Euonymus verrucosa)
- Крушина ламка(Frangula alnus)
- Черемха звичайна(Padus avium)
- Смородина чорна(Ribes nigrum)
- Бузина чорна(Sambucus nigra)
- Горобина звичайна(Sorbus aucuparia)
- Свидина кров'яна(Swida sanguinea)
- Калина звичайна(Viburnum opulus)

Чагарнички:
- Чорниця(Vaccinium myrtillus)
- Брусниця звичайна(Rhodococcum vitis-idaea)

Трави:
- Горлянка повзуча(Ajuga reptans L.)
- Райграс високий(Arrhenatherum elatius)
- Копитняк європейський(Asarum europaeum)
- Безщитник жіночий(Athyrium filix-femina)
- Кучоніжка лісова(Brachypodium sylvatica)
- Осока пальчаста(Carex digitata)
- Осока лісова(Carex sylvatica)
- Цирцея звичайна(Circaea luteniana)
- Конвалія звичайна(Convallaria majalis)
- Щитник шартирський(Dryopteris carthusiana)
- Щитник гребенястий(Dryopteris cristata)
- Папороть чоловіча(Dryopteris filix-mas)
- Суниці лісові(Fragaria vesca)
- Зеленчук жовтий(Galeobdolon luteum)
- Жабрій гарний(Galeopsis speciosa)
- Жабрій звичайний(Galeopsis tetrahit)
- Маренка запашна(Galium odoratum)
- Герань Робертова(Geranium robertianum)
- Гравілат міський(Geum urbanum)
- Печіночниця звичайна(Hepatica nobilis)
- Ожика волосиста(Luzula pilosa)
- Веснівка двулиста(Maianthemum bifolium)
- Кадило сарматське(Melittis sarmatica)
- Просянка розлога(Milium effusum)
- Квасениця звичайна(Oxalis acetosella)
- Вороняче око звичайне(Paris guadrifolia)